# Armoise herbe blanche
Artemisia herba-alba
Espèce
L’armoise herbe blanche (Artemisia herba-alba Asso ou Seriphidium herba-alba (Asso.) Soják) est une espèce de plantes à fleurs du genre Artemisia (Armoises) de la famille des Astéracées (ou Composées)
Il ne faut pas la confondre avec l'armoise blanche qui peut aussi désigner Artemisia alba, une autre espèce de plantes steppiques.

## Présentation
Connue depuis des millénaires, l’armoise herbe blanche a été décrite par l'historien grec Xénophon, dès le début du IVe siècle av. J.-C., dans les steppes de la Mésopotamie. Elle a été répertoriée en 1779 par le botaniste espagnol Ignacio Jordán Claudio de Asso y del Rio. C’est une plante essentiellement fourragère, très appréciée par le bétail comme pâturage d’hiver. Elle présente une odeur caractéristique d’huile de thymol et un goût amer d’où son caractère astringent .
Noms vernaculaires
Plusieurs noms sont attribués à l'armoise herbe blanche; thym des steppes, absinthe du désert. En Afrique du Nord et au Moyen-Orient, on l'appelle communément chiḥ (الشيح) ou chiḥ khorasāni (الشيح الخرساني) selon les régions. Au Maroc occidental, elle porte aussi le nom de ḳaysoūm (القيسوم). En Tamazight (berbère), l'armoise se dénomme izri ou izerg. L'armoise herbe blanche est connue depuis l'Antiquité, Elle est citée dans la Bible à plusieurs reprises avec le nom hébreu la'anah (voir Note 1). Le nom anglais wormwood (attribué à toutes les armoises) fait allusion à son pouvoir vermifuge bénéfique pour l'homme et le bétail.

## Nomenclature etétymologie
Artemisia herba-alba Asso est le basionyme de Seriphidium herba-alba (Asso.) Soják. Il existe aussi des synonymes homotypiques : Artemisia aragonensis(Lam.) et Artemisia inculta. (voir Note 2)

Artemisia est le nom de genre des armoises, il provient de celui de la déesse grecque de la chasse Artémis; herba-alba signifie herbe blanche; Seriphidium du grec Seriphos, une des îles Cyclades; aragonensis, du nom Aragon, est relatif à celui d'une rivières du bassin de l'Èbre (Espagne); inculta désigne en général une espèce qui pousse dans les lieux incultes.
- Référence de nomenclature : Syn. Stirp. Aragon.: 117. 1779
- Code taxonomique : nt449 - BDNFF - v 3.02 (Tela botanica)

## Description botanique
L'armoise herbe blanche est une plante herbacée à tiges ligneuses et ramifiées, de 30 à 50 cm, très feuillées avec une souche épaisse. Les feuilles sont petites, sessiles, pubescentes et à aspect argenté. Les fleurs sont groupées en grappes, à capitules très petites (3/1,5 mm) et ovoïdes. L’involucre est à bractées imbriquées, les externes orbiculaires et pubescentes. Le réceptacle floral est nu avec 2 à 5 fleurs jaunâtres par capitule toutes hermaphrodites .

## Habitat
L’armoise herbe blanche est largement répandue depuis les îles Canaries et le sud-Est de l'Espagne jusqu'aux steppes d'Asie centrale (Iran, Turkménistan, Ouzbékistan) et à travers l’Afrique du Nord, l’Arabie et le Proche-Orient. En Afrique du nord, cette espèce couvre d'immenses territoires évalués à plus de dix millions d'hectares.
En Tunisie, l'armoise herbe blanche est absente des zones littorales nord, de la vallée de la Medjerda ainsi que des monts de la Kroumirie. Elle devient par contre très commune dans le centre et le sud : d'Enfida à Tataouine ainsi qu'aux îles Kerkennah et Djerba. Cependant, l'espèce se raréfie dans l'extrême sud. En Algérie on trouve l'armoise blanche dans les zones steppiques (hauts plateaux) elle se répand sur une bande longue de 1 200 km allant de la frontière tunisienne jusqu'à la frontière marocaine. Elle est présente aussi dans les zones présahariennes.

## Biologie
L'armoise herbe blanche est une plante ligneuse basse et toujours verte. Ses caractéristiques morphologiques et physiologiques font d’elle une espèce bien adaptée aux conditions climatiques arides. Le dimorphisme saisonnier de son feuillage lui permet de réduire la surface transpirante et d’éviter ainsi les pertes d’eau . Grâce à son système racinaire très dense à la surface, l’armoise herbe blanche est capable de valoriser toute humidité superficielle occasionnée par des petites pluies. Cette espèce est également capable d’exploiter l’humidité du sol jusqu’à 50 cm de profondeur et peut profiter des fractures de la croûte, pour atteindre les poches d’humidité, notamment dans les sols à encroûtement calcaire .
EVENARI et coll. (1976), ont rapporté que chez les plantes âgées d’Artemisia herba-alba, la tige principale se divise en « branches » physiologiquement indépendantes les unes des autres et susceptibles de mourir sans entraîner la mort de la plante entière.
La floraison de cette espèce débute le plus souvent en juin mais les fleurs se développent essentiellement à la fin de l'été. Lors des années pluvieuses et dans les sols qui lui conviennent, l'armoise herbe blanche présente une forte production de graines et un pouvoir de régénération élevé.

## Écologie
L'armoise herbe blanche existe dans des bio-climats allant du semi-aride jusqu'au saharien (entre les isohyètes de 150 à 500 mm). Elle semble indifférente aux altitudes et peut vivre dans des régions d'hiver chaud à frais. Par ailleurs, cette espèce est abondante dans le centre sur des sols, à texture fine, assez bien drainées (marnes, marno-calcaires en pente). Dans le sud, elle pousse sur des sols bruns steppiques de texture moyenne et en extrême sud sur des sols sableux. L'armoise résiste à la sécheresse, supporte le gypse et des niveaux de salinité modérément élevés.
Dans un biome steppique type, les groupements d'Artemisia herba-alba sont marqués par deux strates : une strate de ligneux bas (environ 40 cm du sol) et une autre constituée d'herbacées annuelles (hauteur moyenne de 20 cm) .

## Composition chimique
Au Maghreb, l'armoise herbe blanche constitue un fourrage particulièrement intéressant. En effet, la plante présente un taux de cellulose beaucoup moins élevé que ne laisse préjuger son aspect (17 à 33 %). La matière sèche (MS) apporte entre 6 et 11 % de matière protéique brute dont 72 % est constituée d'acides aminés. Le taux de β-carotène varie entre 1,3 et 7 mg/kg selon les saisons. La valeur énergétique de l’armoise herbe blanche, très faible en hiver (0,2 à 0,4 UF/kg MS), augmente rapidement au printemps (0,92 UF/kg MS) pour diminuer de nouveau en été (0,6 UF/kg MS). En automne, les pluies de septembre provoquent une nouvelle période de croissance et la valeur énergétique augmente de nouveau (0,8 UF/kg MS) .
Les plantes de la famille des Astéracées, à laquelle appartient l'armoise herbe blanche, ont fait l'objet de plusieurs études phytochimiques par intérêt économique surtout pour leurs huiles essentielles. Les molécules identifiées sont les sesquiterpènes lactones, les coumarines et les hydrocarbures acétyléniques.

## Terpènes de l'armoise herbe blanche
Les terpènes sont des polymères constitués d’unités en C5 (isopentylpyrophosphate). Les monoterpènes (en C10) sont des substances légèrement volatiles qui forment les huiles essentielles. Ils protègent les végétaux contre les parasites, inhibent la croissance bactérienne et attirent les animaux pollinisateurs . Les principaux monoterpènes identifiés dans l’Armoise herbe blanche sont le thujone (monoterpène lactone), le 1,8-cinéol et le thymol. Des monoterpènes alcooliques (yomogi alcool, santoline alcool) ont été mis en évidence. On a aussi identifié des sesquiterpènes (3 unités en C5) et des sesquiterpènes lactones dans plusieurs chémotypes du Moyen-Orient.
La thuyone est probablement l’un des constituants terpéniques les plus bioactifs de l’Armoise. Son nom provient de Thuya (Thuja occidentalis) plante de laquelle il a été extrait pour la première fois. On l’a identifié également dans d’autres espèces, comme l’Absinthe (Artemisia absinthium) et l’Armoise romaine (Artemisia pontica). Structurellement lié au menthol, il est constitué d’un cycle en C6 (cyclohexane) avec en plus un groupement exocyclique isopropyl et un groupement lactone. La thuyone est un composé chiral présent à l’état naturel sous forme de deux stéréoisomères : l’alpha-thuyone et le bêta-thuyone . La thuyone peut poser problème au dessus d'une certaine quantité : c'est l'un des composants avec l'éthanol ayant conduit à l'interdiction de l'absinthe comme boisson.

## Flavonoïdes de l'armoise herbe blanche
Ce sont des composés phénoliques qui contribuent à la pigmentation de la plante. Très ubiquitaires, certains d’entre eux jouent le rôle de phytoalexines, métabolites synthétisés par la plante pour lutter contre divers parasitoses. Les flavonoïdes sont rencontrés à l’état libre (solubles) ou liés à un sucre (glycosides) dans le liquide vacuolaire. La coloration des dérivés dépend des différentes substitutions de l’atome d’hydrogène sur divers cycles, de la formation de complexes avec les ions métalliques (Fe3+, Al3+) et du pH .
Les principaux flavonoïdes isolée à partir de l'Armoise herbe blanche sont l’hispiduline, la cirsimaritine. Des flavones glycosides comme la 3-rutinoside-quercétine et l’isovitexine ont été mis en évidence chez des chémotypes du Sinaï .

## Pharmacopée traditionnelle
Depuis longtemps, l’armoise herbe blanche a été reconnue par les populations pastorales et nomades pour ses vertus purgatives, en particulier du Maghreb au Moyen Orient. On l’utilise notamment comme vermifuge chez les ovins . FRIEDMAN et coll. (1986), ont rapporté que l’infusion de l'armoise est assez employée par les bédouins du Néguev (Israël) pour soulager les maux gastro-intestinaux . En Irak également, l’armoise préparée avec le thé constitue l’une des formes d’automédication contre le DNID. En Tunisie, une enquête menée dans le milieu urbain a montré que l’armoise est, entre autres, essentiellement utilisée pour les maladies du tractus digestif et comme un traitement antidiabétique. D’après les cas interrogés elle donne un pourcentage d’amélioration élevé. Elle est aussi hypotensive, astringente, fébrifuge et carminative (sommité fleuries).

## Galerie

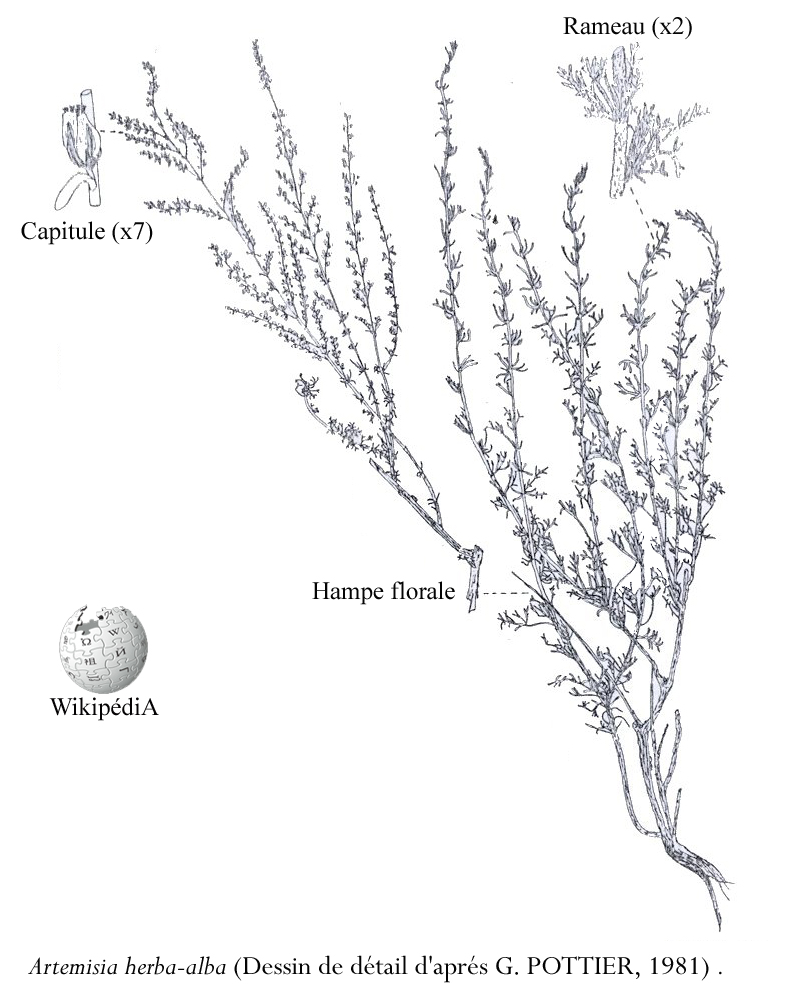
Planche botanique.
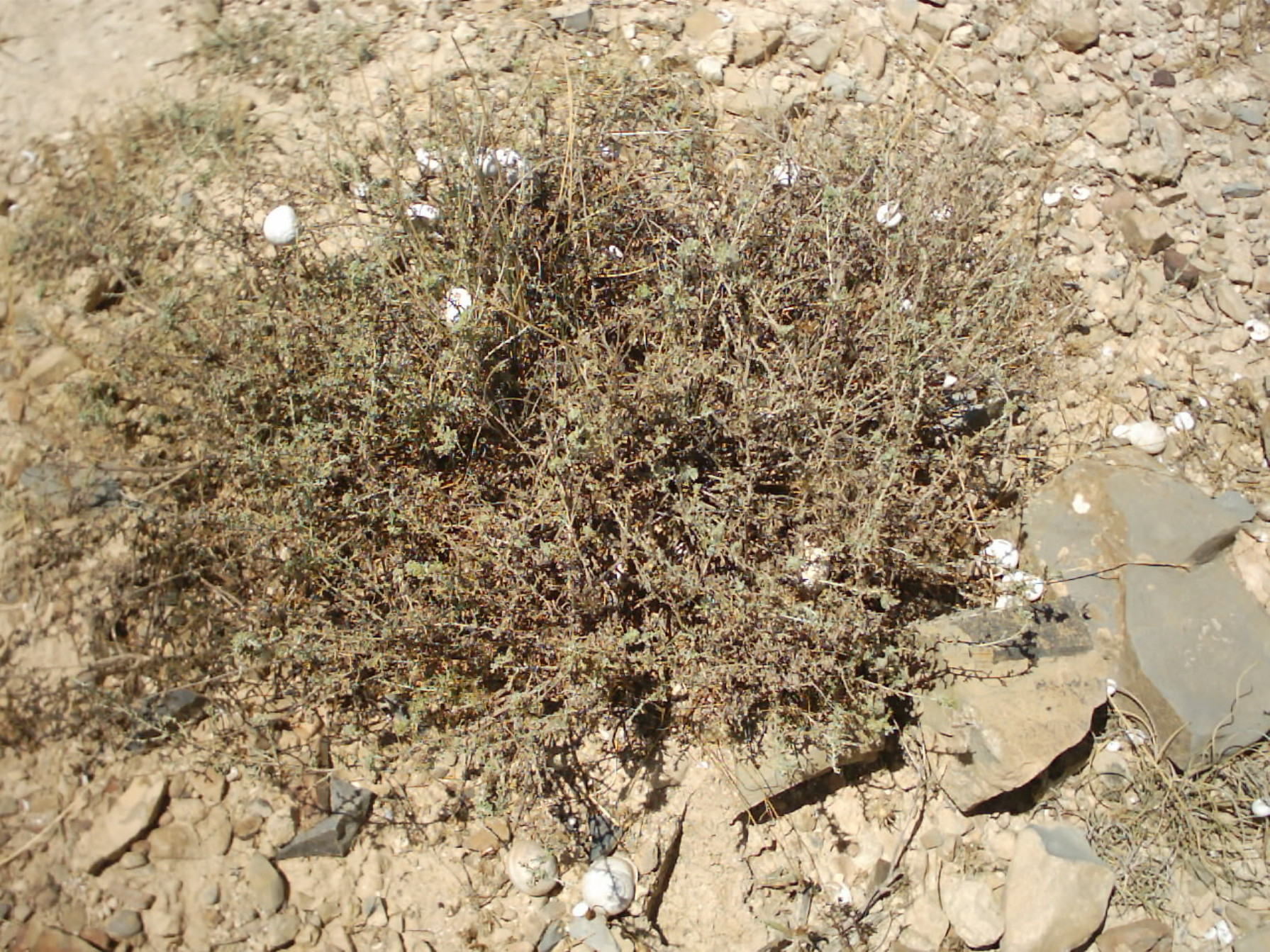
Aspect en été.
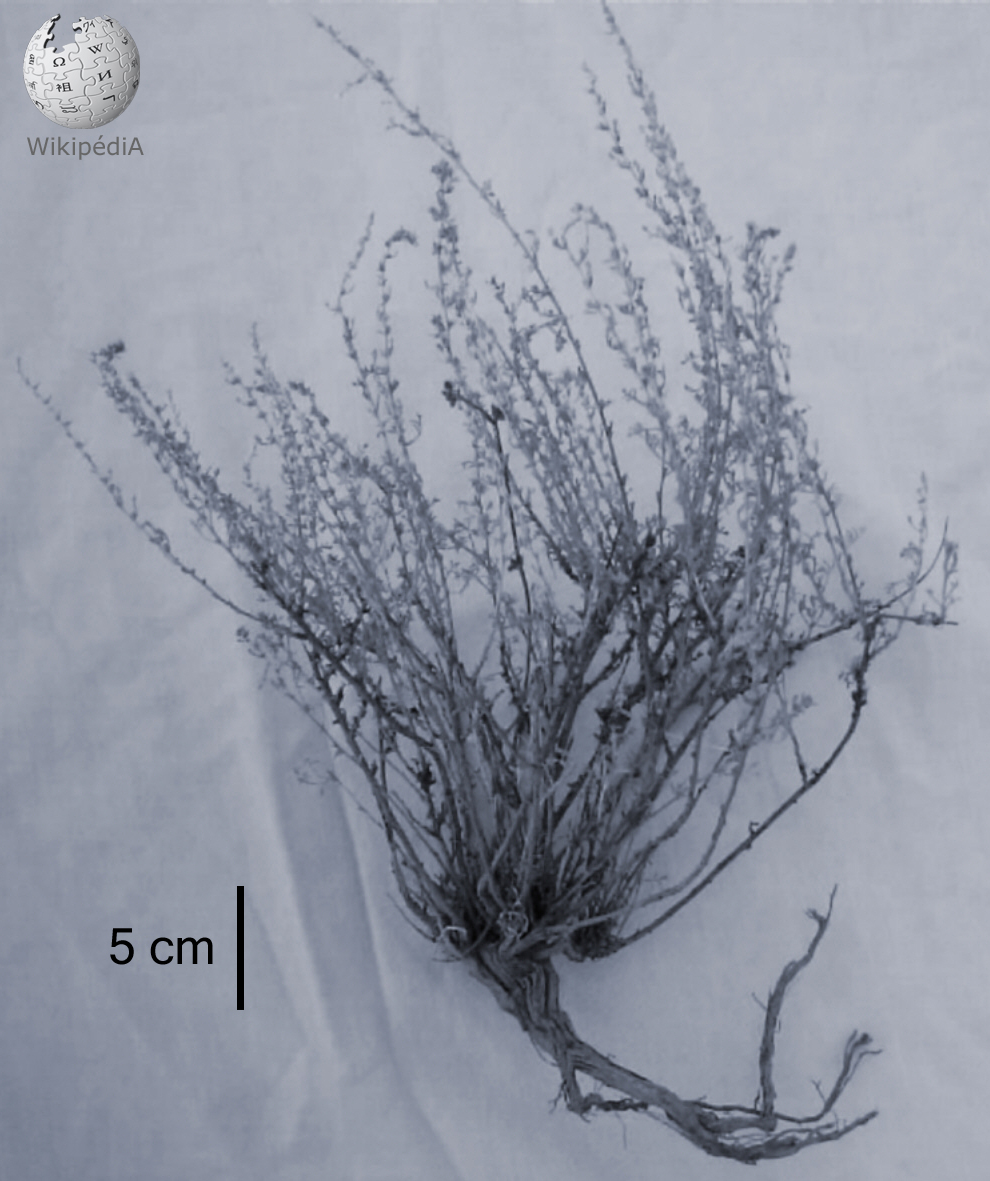
Spécimen déraciné.